# Adonisea spinosae
Adonisea spinosae là một loài bướm đêm trong họ Noctuidae.